# Castilleja de la Cuesta
Castilleja de la Cuesta er en by og kommune i det sydlige Spanien i provinsen Sevilla. Den har et indbyggertal på 17.153 (2024) indbyggere.